# Todiramphus australasia
Todiramphus australasia е вид птица от семейство Alcedinidae. Видът е почти застрашен от изчезване.

## Разпространение
Видът е разпространен в Индонезия и Източен Тимор.